# Astragalus transiliensis
Astragalus transiliensis är en ärtväxtart. Astragalus transiliensis ingår i släktet vedlar, och familjen ärtväxter.

## Underarter
Arten delas in i följande underarter:
- A. t. microphyllus
- A. t. transiliensis